# پارک‌ها و جنگل‌های ایالت کالیفرنیا
پارک ملی و جنگل های زیر در ایالت کالیفرنیا قرار داردند:
- پارک ملی کینگز کنیون
- پارک ملی یوسیمیتی
- پارک‌های ملی و ایالتی ردوود
- پارک ملی سکویا
- پارک تفریحی دیزنی‌لند
- پارک ملی جاشوا تری
- پارک ملی آتشفشانی لاسن
- جنگل ملی انجلیز
- جنگل ملی اینیو
- جنگل ملی ترینیتی-شستا
- جنگل ملی سان برناردینو
- جنگل ملی سکویا
- جنگل ملی لس پادرس
- جنگل ملی کلاماث
- جنگل ملی کلیولند